# Tapeina paulista
Tapeina paulista là một loài bọ cánh cứng trong họ Cerambycidae.